# كاري كارتر
كاري كارتر هو سياسي أمريكي، ولد في 17 أبريل 1892 في واشنطن في الولايات المتحدة، وتوفي في 1 مايو 1970 في ستونتون في الولايات المتحدة. نشط حزبياً في الحزب الديمقراطي. وقد انتخب عضو مجلس ولاية فرجينيا ‏.